# 曲萼茶藨子
曲萼茶藨子（学名：Ribes griffithii）为虎耳草科茶藨子属下的一个种。

## 扩展阅读
- 維基物種上的相關：曲萼茶藨子